# Bilanz (Schweizer Wirtschaftsmagazin)
Die Bilanz (Eigenschreibweise: BILANZ) ist ein Schweizer Wirtschaftsmagazin.
Das Magazin erscheint seit Anfang 2016 im Zeitschriftenverlag Ringier Axel Springer, der als Joint Venture der Medienunternehmen Ringier und Axel Springer entstanden ist. Zwischen 2007 und 2016 wurde die Bilanz durch den Axel-Springer-Konzern herausgegeben, der Ende 2006 die Jean Frey AG übernommen hatte. Aus der Fusion der Jean Frey AG und dem Verlag Handelszeitung war 2007 die Axel Springer Schweiz AG mit Hauptsitz in Zürich hervorgegangen.
Chefredaktor ist Dirk Schütz. Sein Vorgänger war bis September 2007 René Lüchinger. Die Bilanz hat eine WEMF-beglaubigte Auflage von 32'970 (Vj. 32'790) verkauften bzw. 42'283 (Vj. 35'481) verbreiteten Exemplaren und eine Reichweite von 186'000 (Vj. 172'000) Lesern.

## Geschichte
Das Magazin wurde Mitte der 1970er Jahre von Beat Curti gegründet, der damals den Jean-Frey-Verlag leitete, und erschien erstmals im November 1977. Zu seinem Konzept gehörte, nicht nur über das Wirtschaftsgeschehen, sondern auch über die Akteure der Schweizer Wirtschaft zu schreiben. In Titelgeschichten über den «Mann des Monats» wurden einzelne Wirtschaftskapitäne gefällig porträtiert, wogegen in anderen Geschichten die Chefetagen der Schweizer Wirtschaft kritisch durchleuchtet wurden.
Im Januar jeden Jahres veröffentlicht die Bilanz einen Artikel zu den 300 reichsten Schweizern, der eine Vermögensrangliste von Personen oder Familien mit Wohnsitz in der Schweiz enthält. Diese Liste erscheint auch in der Westschweizer Zeitschrift Bilan.
Anfang 2005 stellte das Magazin seinen Erscheinungsrhythmus von monatlich auf 14-täglich um. Seit 2017 wird das Magazin wieder monatlich herausgegeben.
Von Mai 2014 bis November 2019 gab es einen deutschen Ableger der Zeitschrift, der jeweils am ersten Freitag des Monats den Springer-Zeitungen Die Welt und Die Welt Kompakt beilag.

## Bilan
In der französischsprachigen Schweiz erscheint die Zeitschrift Bilan. Das Magazin wurde 1989, zunächst mit einer Lizenz der Jean-Frey-Gruppe, von Max Mabillard unter Führung des Lausanner Verlags Edipresse gegründet, der seit 1993 alle Kapitalanteile hielt. In den ersten Jahren bestand der Inhalt der Zeitschrift grossteils aus Übernahmen vom Deutschschweizer Pendant, bis der wirtschaftliche Erfolg den Ausbau der eigenen Redaktion erlaubte. Seit Ende 2010 arbeitet sie mit der Wirtschaftszeitschrift Finanz und Wirtschaft zusammen. Ende 2011 übernahm die Tamedia-Gruppe die Zeitschrift von Edipresse.
Bilan stellte 2005 ihren Erscheinungsrhythmus von monatlich auf 14-täglich um. Seit 2021 erscheint Bilan wieder monatlich. Chefredaktor ist seit 1. Juli 2021 Julien de Weck, er folgte auf Serge Guertchakoff.
Das Magazin hatte 2018 eine Auflage von 9'245 (Vj. 10'404) verkauften bzw. 9'283 (Vj. 11'441) verbreiteten Exemplaren und eine Reichweite von 57'000 (Vj. 59'000) Lesern.